# Чёрная метка (фильм, 2003)
«Чёрная метка» (азерб. Qara nişanə) — фильм азербайджанского режиссёра Вагифа Мустафаева, снятый в 2003 году по мотивам книги Эльмиры Ахундовой «Смерть полиграфиста». 

## О фильме
Фильм, по мнению сценаристов, рассказывает «об агонии советской империи и о тех грязных методах, к которым прибегало бывшее руководство и спецслужбы СССР, пытаясь удержать ускользающую от них власть».
Главный герой — директор издательства «Азернешр» (азерб. Azərnəşr) Аждар Ханбабаев, убитый 30 мая 1990 года в центре Баку при неизвестных обстоятельствах, организовывает возвращение Гейдара Алиева в Азербайджан.
Фильм снят в стиле политического детектива с элементами чёрного юмора, присущими кинорежиссёру Вагифу Мустафаеву.

## Творческий состав

### Съёмочная группа
| Гражданство    | Имя                  | Позиция                             |
| -------------- | -------------------- | ----------------------------------- |
| Азербайджан    | Эльмира Ахундова     | Автор сценария                      |
| Азербайджан    | Вагиф Мустафаев      | Режиссёр-постановщик Автор сценария |
| Молдова Россия | Евгений Дога         | Композитор                          |
| Россия         | Валентин Пиганов     | Оператор-постановщик                |
| Россия         | Алексей Колузов      | Оператор                            |
| Россия         | Игорь Муганов        | Звукооператор                       |
| Россия         | Вячеслав Виданов     | Художник-постановщик                |
| Азербайджан    | Агарагим Алиев       | Художник-постановщик                |
| Азербайджан    | Рафиг Алиев          | Генеральный продюсер                |
| Молдова        | Евгений Веретенников | Исполнительный продюсер             |
| Польша         | Анна Адамек          | Гримёр                              |
| Польша         | Тамаш Матрашек       | Гримёр                              |
| Россия         | Вячеслав Ушанов      | Постановщик трюков                  |

### Актёры
| Гражданство | Актёр                | Роль                              |
| ----------- | -------------------- | --------------------------------- |
| Польша      | Тадеуш Хук           | Гейдар Алиев                      |
| Грузия      | Автандил Махарадзе   | Аждар Ханбабаев                   |
| Россия      | Всеволод Шиловский   | Михаил Горбачёв                   |
| Болгария    | Йордан Мутафов       | Джалал Алиев                      |
| Грузия      | Джамбулат Хугаев     | Ильхам Алиев                      |
| Турция      | Бурчу Чайджиоглу     | Мехрибан Алиева                   |
| Россия      | Валентин Смирнитский | помощник Г. Алиева                |
| Россия      | Александр Белявский  | член Политбюро ЦК КПСС            |
| Россия      | Алексей Ванин        | член Политбюро ЦК КПСС            |
| Россия      | Анатолий Равикович   | член Политбюро ЦК КПСС            |
| Россия      | Андрей Мартынов      | Александр Яковлев                 |
| Латвия      | Арнис Лицитис        | Председатель КГБ Владимир Крючков |
| Азербайджан | Игорь Абрамов        | академик Чазов                    |
| Азербайджан | Нурия Ахмедова       | Нурия Ханбабаева                  |
| Россия      | Николай Прокопович   |                                   |
| Россия      | Алексей Серебряков   | сотрудник КГБ                     |
| Россия      | Виталий Коняев       |                                   |
| Россия      | Владимир Землянский  |                                   |
| Россия      | Виталий Шаповалов    |                                   |
| Польша      | Анджей Грабарчик     | Аяз Муталибов                     |
| Азербайджан | Самир Гуламов        | сотрудник КГБ                     |
| Азербайджан | Назир Рустамов       | сотрудник КГБ Асланов             |
| Польша      | Мачек Даменский      |                                   |
| Польша      | Адам Бальман         |                                   |
| Польша      | Рышард Радванский    |                                   |
| Азербайджан | Фирдовси Набиев      |                                   |
| Россия      | Илья Рутберг         | лечащий врач Г. Алиева            |
| Азербайджан | Аждар Гамидов        | Мамед                             |
| Азербайджан | Яшар Нури            | лётчик                            |
| Азербайджан | Саида Гулиева        |                                   |
| Азербайджан | Мухтар Маниев        |                                   |
| Азербайджан | Габил Алиев          | друг Аждара Ханбабаева            |
| Азербайджан | Шафига Гасымова      |                                   |
| Азербайджан | Саида Гулиева        |                                   |
| Азербайджан | Рауф Шахсуваров      |                                   |

### Актёры озвучивания
- Александр Леньков
- Анатолий Кузнецов — Г. Алиев

## Интересные моменты
- В фильме приняло участие большое количество звёзд советского и азербайджанского кино. По различным причинам от съёмок отказались Андрей Мягков и Сергей Шакуров.
- Для большей внешней схожести польского артиста Тадеуша Хука с Гейдаром Алиевым в Германии были изготовлено 17 специальных масок.
- Режиссёр-постановщик Вагиф Мустафаев параллельно с этой картиной снимал также и фильм «Национальная бомба».
- Фильм был запрещен к показу после ареста по обвинению в подготовке государственного переворота генерального продюсера, главы крупнейшей частной нефтяной компании Azpetrol, Рафика Алиева и его брата, бывшего министра экономического развития Азербайджанской Республики Фархада Алиева.